# 劉仁故居
劉仁故居位於重慶市酉陽縣江豐鄉五育村，文物遺址年代為1912年，2009年12月15日列為第二批重慶市文物保護單位。